# Salzburger Hochschulwochen
Die Salzburger Hochschulwochen sind eine jährlich stattfindende Sommeruniversität der Universität Salzburg. Ihr Ziel ist es, ein universitäres Forum zu bilden, auf dem die Theologie gemeinsam mit allen anderen Wissenschaften gleichermaßen grundsätzliche wie aktuelle Fragestellungen und Probleme unserer Zeit aufgreift.

## Geschichte
Die theologische Fakultät des erzbischöflichen Stuhls in Salzburg, die deutschsprachige Benediktinerkonföderation, der Katholische Akademikerverband und die Görres-Gesellschaft führten erstmals von 3. bis 22. August 1931 die Salzburger Hochschulwochen (SHW) – auch als „universitas catholica in nuce“ bezeichnet – durch. Anschließend kam es zum Zerwürfnis mit der Görres-Gesellschaft, die zu diesem Zeitpunkt von Heinrich Finke präsidial geführt wurde.
Wegbereiter und Initiatoren waren Bundeskanzler Prälat Ignaz Seipel, Erzabt Petrus Klotz (1878–1967) und Franz Xaver Münch. 1932 gründeten sie einen Verein, der sich um den Ausbau einer katholischen Universität, unter dem Vorsitz von Franz Xaver Münch, bemühte. 1937 hielt Karl Rahner eine religionsphilosophische Vorlesung (vgl. Sämtliche Werke. Bd. 4, Freiburg 1997, S. 285–295), eine weitere über die Frage der Kirchenzugehörigkeit konnte er 1946 nicht halten, da für ausländische Dozenten die Einreise nicht rechtzeitig ermöglicht werden konnte (vgl. Sämtliche Werke. Bd. 10, Freiburg 2003, S. XIVf.). Seit 1949 steht die jährliche Veranstaltung unter einem wechselnden Motto. Weiterhin schreibt das Direktorium einen Publikumspreis aus, der für das Jahr 2007 vom Katholischen Akademikerverband Deutschland gestiftet wurde. 
Von 1973 bis 1976 war Robert Kriechbaumer Generalsekretär. Obmänner waren P. Thomas Michels OSB (1950–1971), P. Ansgar Paus OSB (1971–1980) und P. Paulus Gordan OSB (1980–1993) und Heinrich Schmidinger (1993–2005). 2005–2015 hatte Gregor Maria Hoff die Funktion inne, auf ihn folgte Martin Dürnberger als Obmann.
Festredner waren unter anderem Hans Georg Gadamer, Ruth Klüger, Andrzej Szczypiorski und Joseph Ratzinger.

## Theologischer Preis
Seit 2006 wird jährlich der Theologische Preis der Salzburger Hochschulwochen verliehen.

## Publikumspreis
Im Rahmen der Salzburger Hochschulwoche schreibt das Direktorium der SHW seit 2006 einen Publikumspreis für wissenschaftliche Kommunikation aus. Graduierte Wissenschaftler aller Fachrichtungen, die das 35. Lebensjahr noch nicht vollendet haben, sind herzlich eingeladen, sich zu bewerben. Erbeten sind für den Publikumspreis Texte im Umfang eines 25-minütigen Vortrags, die sich – entlang der oben gestellten Herausforderungen oder ausgehend von eigenen Thesen, Beobachtungen und Fragen – mit dem Thema der jeweiligen Hochschulwoche auseinandersetzen.
Eine Jury wählt aus den eingereichten Texten drei Texte aus, deren Verfasser nach Salzburg zum Vortrag eingeladen werden. Dort bestimmt das Publikum die Preisträger. Kriterien sind fachwissenschaftliche Qualität, inhaltliche Originalität sowie die kommunikative Transferleistung. Der Preis zielt in besonderem Maße auf die Vermittlung wissenschaftlicher Erkenntnisse an ein breiteres Publikum.
Liste der Preisträger
- 2006: Martin Dürnberger, Salzburg (1. Preis), Florian Bruckmann, Eichstätt (2. Preis) und Christian Bauer, Nürnberg (3. Preis)[4]
- 2007: Kristell Köhler, Bonn (1. Preis), Jürgen Nielsen-Sikora, Köln (2. Preis) und Maria Katharina Moser, Saarbrücken (3. Preis)
- 2008: Stefanie Knauß, Trient (1. Preis), Friederike Fellner, Braunschweig (2. Preis) und Hiram Kümper, Vechta (3. Preis)
- 2009: Michael Novian, Gießen (1. Preis), Christian Volk, Berlin (2. Preis) und gemeinsam Georg Gasser & Matthias Stefan, Innsbruck (3. Preis)
- 2010: Sigrid Rettenbacher, Salzburg (1. Preis), Mathias Wirth, Köln (2. Preis) und Daniel Saudek, Salzburg (3. Preis)
- 2011: Dominik Skala, Freiburg (1. Preis), Patrick Becker, Aachen (2. Preis) und Christiane Schneider, Bonn (3. Preis)
- 2012: Andreas G. Weiß, Salzburg/Springfield (Missouri) (1. Preis), Cornelius Sturm, Münster/Freiburg (2. Preis) und Monika Duda, Dortmund (3. Preis)
- 2013: Elisabeth Fischer, Berlin  (1. Preis), Daniel Werner (2. Preis) und Thomas Rucker (3. Preis)[5]
- 2014: Verena Bull, Mainz (1. Preis), Martin Breul (2. Preis) und Wolfgang Aschauer (3. Preis)[6]
- 2015: Christian Kern (1. Preis), Michaela Neulinger (2. Preis) und Gottfried Schweiger (3. Preis)[7]
- 2016: Stefan Hunglinger (1. Preis), Michael Manfred Clement (2. Preis) und Antonia Graichen (3. Preis)[8]
- 2017: Lukas Wiesenhütter, Paderborn (1. Preis), Stephanie Höllinger, Wien (2. Preis) und Antonia Bräutigam, Gießen (3. Preis)[9]
- 2018: Annika Schmitz, Wien (1.Preis), Bernhard Kronegger, Klagenfurt (2. Preis) und Christian Armbrüster, Mainz (3. Preis)[10]
- 2019: Dominique-Marcel Kosack, Erfurt (1. Preis), Christoph Koller, Freiburg (2. Preis) und Moritz Findeisen, Bonn (3. Preis)[11]
- 2020: Julian Tappen, Köln (1. Preis), Judith Bodendörfer, Fribourg (2. Preis) und Maximilian Schultes, Paderborn (3. Preis)[12][13]
- 2021: Andree Burke, Hamburg (1. Preis), Maximilian Gigl, München (2. Preis) und Tom Sojer, Erfurt (3. Preis)[14]
- 2022: Anne-Kathrin Fischbach, Freiburg (1. Preis), Niklas Schmitt, Bamberg (2. Preis) und Elisabeth Höftberger, Salzburg (3. Preis)[15]
- 2023: Janik Hollaender, Freiburg (1. Preis), Kathrin Ritzka, Berlin (3. Preis) und Gabriela Wozniak, Wien (3. Preis)[16]
- 2024: Hannah Ringel, Freiburg (1. Preis), Dominik Freinhofer, Graz (2. Preis) und Andrea Maria Schmuck, Salzburg (3. Preis)[17]